# Pacific Vapeur Club
Le Pacific Vapeur Club (PVC) est une association régie par la loi de 1901 composée de passionnés de la traction vapeur et du chemin de fer d'autrefois. Elle est basée à Sotteville-lès-Rouen.

## Origine de l'association
En janvier 1983, le Pacific Vapeur Club est créé par des anciens de la SNCF mais aussi par des passionnés dont le métier est étranger au monde du chemin de fer, avec pour objectif de remettre la Pacific 231 G 558 en état de marche. Le 8 juin 1984 la locomotive est classée en tant que mobilier parmi les Monuments historiques avec son tender 22 C 367  Classé MH (1984).
Avec l'autorisation de l'Amicale des Chefs de Traction du réseau de l'Ouest, propriétaire, sa restauration commence en 1984. Huit mille heures de travail seront nécessaires. 
Le principe du bénévolat est le mode de fonctionnement exclusif du Pacific Vapeur Club. Aussi bien en ce qui concerne la gestion de l'association, l'organisation des sorties que les missions de conservation, d'entretien ou de conduite de l'ensemble du matériel.

## Activités de l'association
Le Pacific Vapeur Club propose chaque année un certain nombre de trains avec son propre matériel, dont la capacité de la rame voyageurs est de 448 places assises, au départ de Sotteville-lès-Rouen, ainsi que depuis d'autres gares selon la formule « Une journée Train Rétro ». Sur demande, elle planifie également des trains spéciaux pour d'autres associations, des entreprises, des comités d'entreprise, des collectivités, etc.
L'activité de l'association consiste surtout à restaurer et entretenir son matériel roulant dans son atelier de Sotteville-lès-Rouen, mais également à participer aux travaux effectués dans des ateliers spécialisés, lorsque le matériel nécessite de lourdes interventions. Ainsi, lors des travaux permettant d'obtenir tous les quinze ans le renouvellement de l'agrément la locomotive par la SNCF, en 2002-2003 les équipes du Pacific Vapeur Club ont effectué vingt-deux séjours d'une semaine aux ateliers CFTA de Gray, totalisant 2 400 heures de travail, induisant ainsi une économie considérable pour l'association. Sur la même période, plus d'une douzaine de membres de l'association ont été présents chaque mardi pour assurer l'entretien du reste de la rame, afin d'accueillir les futurs voyageurs dans les meilleures conditions possibles.

## Affiliation
Le PVC fait partie de l'UNECTO.

## Historique de la Pacific 231 G 558
Sur l'ensemble des machines à vapeur de la SNCF préservées, on dénombre neuf machines de type « Pacific ». Ce sont des locomotives dont la configuration d'essieux correspond à 2-3-1, soit deux essieux porteurs à l'avant, trois essieux moteurs et un essieu porteur à l'arrière.
Parmi ces prestigieuses machines de vitesse qui assurèrent des années 1910 à 1960 la traction des trains express et rapides, la 231 G 558 est l'une des deux Pacific SNCF actuellement en état de marche, avec la 231 K 8 du MFPN.
Construite en 1922 à Nantes par la société Batignolles-Châtillon, elle fait partie d'une série de 283 unités numérotées sur le réseau de l'État : 231 501 à 783.
En 1936, pour faire face aux problèmes de traction que causait l'arrivée de voitures à voyageurs entièrement métalliques, plus lourdes, le réseau de l'État modifie trente-et-une de ses Pacific notamment au niveau de la distribution. Ces machines sont alors munies d'une distribution à soupapes sur les cylindres Haute Pression (HP) et Basse Pression (BP), selon les principes appliqués aux locomotives de la Compagnie du PO par André Chapelon et mis en œuvre par la société Lenz-Dabeg. Elles sont alors répertoriées sous le type D.D (Double Dabeg) qui deviendra le type G à la création de la SNCF le 1er janvier 1938.
Affectée à différents dépôts (Thouars, Caen, Le Havre et Nantes-Blottereau), elle assure depuis ses résidences successives des services de vitesse sur les lignes de Paris-Bordeaux par Chartres Thouars et Saintes, Paris-Cherbourg, Paris-Le Havre, et enfin Nantes-Le Croisic où elle tracte son dernier train le 29 septembre 1968 avant d'être garée à Angers. Rallumée en 1969, elle est acheminée à Dieppe où elle sert pendant quelques mois de chaudière fixe pour le réchauffage du fioul lourd des cars-ferries.
La SNCF tente en vain de la vendre en 1971. À l'initiative d'un chef de traction du dépôt de Sotteville-lès-Rouen, elle rejoint cet établissement en 1972 et après de longues tractations, elle est cédée au Franc symbolique à l'Amicale des Chefs de Traction du Réseau de l'Ouest de la SNCF le 4 novembre 1977. Elle est ensuite présentée froide dans différentes manifestations.

## Utilisation de la 231 G 558

### Le retour de la Pacific
La chaudière de la 231 G 558 est « retimbrée » par l'APAVE Normandie le 28 novembre 1985 et la locomotive obtient l'agrément de la SNCF le 30 mai 1986. Le premier allumage a lieu le 4 juin 1986 avec une montée en pression progressive de la chaudière, et essais des différents appareils auxiliaires, s'ensuivirent quelques évolutions sur une voie du dépôt de Sotteville. Les 11 et 13 juin suivants, la 231 G 558 fit ses premières sorties en ligne en remorquant une BB 63000 jusqu'à Elbeuf, puis enfin le 18 juin, son premier train d'essais composé d'une rame de 30 wagons couverts soit 360 tonnes, entre Sotteville et Serquigny. Le dimanche 29 juin 1986, elle assure son train inaugural sur le trajet Sotteville - Serquigny - Paris-Saint-Lazare.

### Trains spéciaux

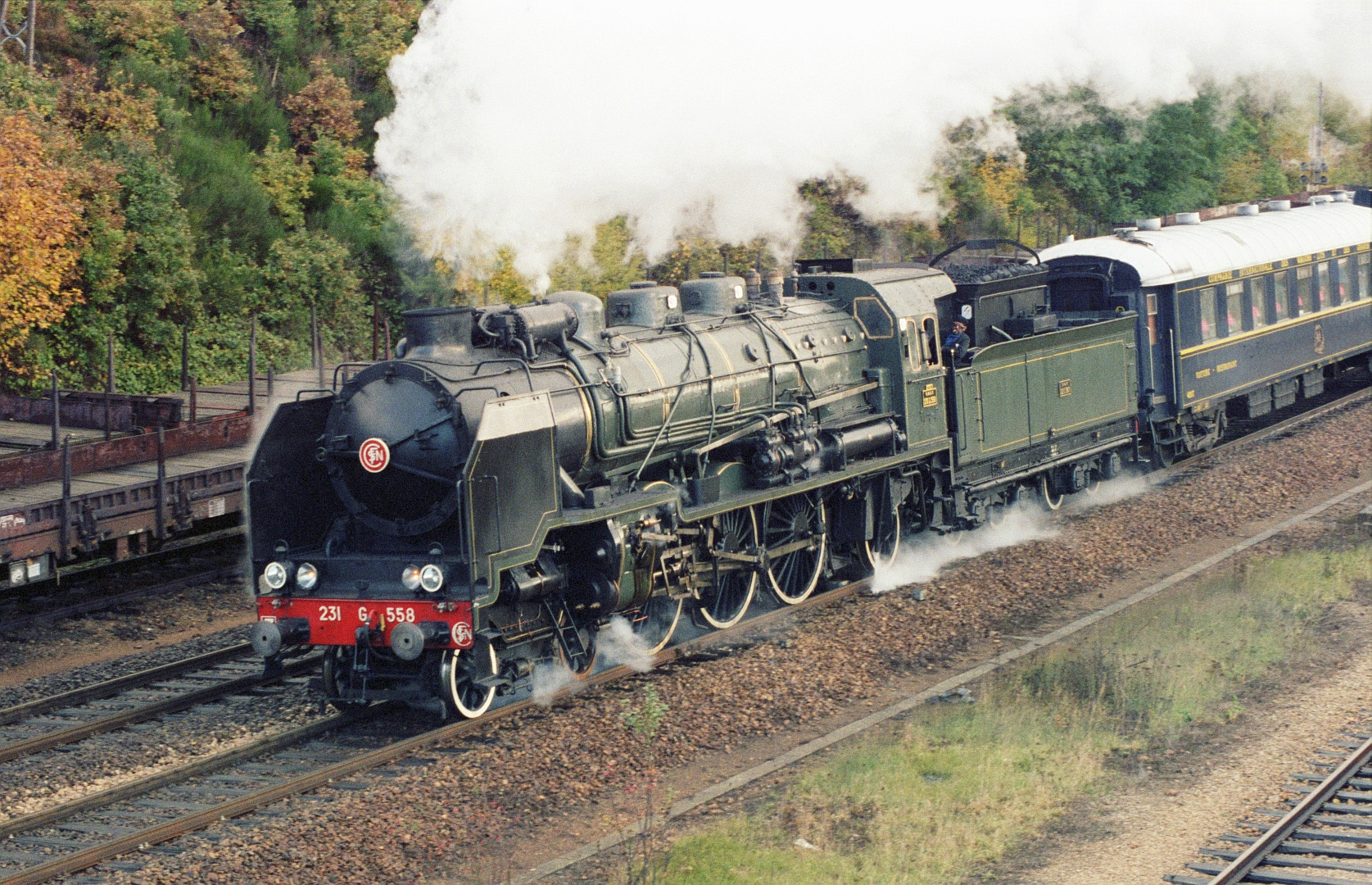
La 231 G 558 passe à Conches-en-Ouche le 26 octobre 1986, avec un train Paris - Serquigny - Rouen et retour sur Paris.

L'essentiel des circulations sont organisés sur les régions Ouest et Nord de la SNCF.
Parmi les très nombreux trains spéciaux que la 231 G 558 a assuré depuis sa restauration en 1986, certains présentèrent une particularité comme le tour de Paris du 10 avril 1993 avec emprunt de la ligne de Petite Ceinture organisé pour le compte de l'association « Fer Plus », ou le train Sotteville - Mantes - Grande ceinture Nord - Noisy - Longueville - Provins aller et retour du 14 juin 1998, avec le retournement de la Pacific et de son tender séparément sur le pont tournant de 17 m du dépôt de l'AJECTA à Longueville.
L'organisation des trajets de certains trains spéciaux peut être particulièrement complexe, comme l'illustrent les itinéraires empruntés lors du week-end de la Pentecôte 2001. Le vendredi 1er juin, la 231 G 558 quitte la gare du Havre avec un train de touristes anglais pour Granville, le 2 juin le voyage se poursuit sur Orléans via Argentan, Le Mans et Saint-Pierre-des-Corps. Puis le 3 juin, c'est en double traction avec la 141 R 840 que ce train ralliera Juvisy via Pithiviers. La 231 G 558 stationnera alors au dépôt de Villeneuve-Saint-Georges, pour assurer le lendemain 4 juin un train à destination du Tréport, avant de rejoindre enfin Sotteville le 5 juin.
Un des plus longs parcours sera effectué du 28 mai au 1er juin 2003, à l'occasion d'un train spécial aller de Paris-Est à Strasbourg et retour de Mulhouse à Paris-Est, organisé à la demande d'amateurs anglais.
La 231 G 558 a également assuré les saisons estivales 2006 et 2007 du train touristique La Vapeur du Trieux entre Paimpol et Pontrieux.
La machine fut immobilisée à la fin de 2009 à la suite d'une avarie survenue sur l'une des fusées du premier essieu moteur (boîte chaude). Après une révision complète de la locomotive qui aura duré cinq années dans l'atelier du Pacific Vapeur Club de Sotteville, avec notamment le « retimbrage » la chaudière effectuée en 2011, la 231 G 558 fut enfin remise en chauffe le 19 septembre 2014, devant l'atelier du Pacific Vapeur Club où elle fit quelques évolutions. Mais il faudra attendre le mois de juillet 2018 pour voir à nouveau la 231 G 558 tracter des trains spéciaux sur le réseau SNCF.
Depuis fin octobre 2020, la chaudière étant à chute de timbre, la 231 G 558 est à nouveau arrêtée. Les travaux de révision débutèrent immédiatement, pour un retour en service de la machine espéré à la fin de l'année 2022.

## Les collections
Les listes suivantes ne sont pas exhaustives et devront être complétées ou actualisées au fil du temps (dernière actualisation en août 2024) :

### Locomotives à vapeur
| Matricule (noms)                                               | Constructeur et date                                | État actuel                                            | Origine et informations techniques | Photo |
| -------------------------------------------------------------- | --------------------------------------------------- | ------------------------------------------------------ | --- | ----- |
| Pacific 231 G 558 (et son tender 22 C 367) dite "La Princesse" | Batignolles-Châtillon, 1922                         | Hors service (en cours de révision générale).          | - 13,66 m, 00,00 t (104 t en ordre de marche). - Vitesse en service à la SNCF : 130 km/h - Vitesse : actuellement limitée à 100 km/h (2500 cv). - Timbre chaudière : 16 kg/cm² - Capacité de la soute à charbon (Tender) : 12 t - Consommation de charbon : 1,5 à 2 tonnes au 100 km. - Capacité de la soute à eau (Tender) : 22 000 L (22 m3). - Consommation d'eau : 10 à 15 m3 au 100 km. - Distribution : Soupapes Dabeg |       |
| 030 TU 13                                                      | H.K. Porter, Inc. (Pittsburgh - USA), 1944          | Hors service (en attente d'une restauration complète). | - Locomotive précédemment garée au dépôt-musée de Pont-Érambourg, puis acquise par le PVC et transférée à Sotteville-lès-Rouen en novembre 2022. - 9,15 m, 00,00 t (45,6 t en ordre de marche). - Timbre chaudière : 14,5 kg/cm² - Vitesse en service à la SNCF : 50 km/h (450 cv). - Diamètre des roues : 1,37 m - Diamètre des cylindres : 0,42 m - Capacité de la soute à charbon : 1,2 t - Capacité de la soute à eau : 4 500 L (4,5 m3). - Frein à air comprimée |       |
| 150 P 13 (et son tender 34-P-405)                              | Ateliers de Construction du Nord de la France, 1949 | Hors service (en état de présentation statique).       | - Locomotive précédemment garée dans la réserve de la Cité du train - Patrimoine SNCF à Mohon, confiée à l'association sous convention par la SNCF. Arrivée à Sotteville-lès-Rouen le 10 décembre 2023 (projet de la remettre en état de marche). - 22,48 m, 00,00 t (105,7 t en ordre de marche). - Timbre chaudière : 18 kg/cm² - Vitesse en service à la SNCF : 105 km/h (2900 cv). - Puissance maximum indiquée : 2 134 kW - Capacité de la soute à charbon (Tender) : 12 t - Capacité de la soute à eau (Tender) : 34 000 L (34 m3). - Distribution : Walschaerts à tiroirs plans |       |

### Locomotive diesel
| Matricule | Constructeur et date      | État actuel    | Origine et informations techniques | Photo |
| --------- | ------------------------- | -------------- | --- | ----- |
| BB 63832  | Brissonneau et Lotz, 1963 | Opérationnelle | - En 2011, l'association a fait l'acquisition de la locomotive diesel BB 63832 qui assure les trains spéciaux durant la période d'immobilisation de la Pacific 230 G 553. - 14,68 m, 68 t. - Vitesse en service à la SNCF : 90 km/h. |       |

### Voitures à voyageurs et fourgons
Le Pacific Vapeur Club possède également un certain nombre de voitures et fourgons historiques, afin de constituer une rame homogène avec la Pacific 231 G 558 ou la BB 63832.
| Matricule (noms)                                                                   | Constructeur et date                         | État actuel                                            | Origine et informations techniques | Photo |
| ---------------------------------------------------------------------------------- | -------------------------------------------- | ------------------------------------------------------ | --- | ----- |
| Voiture allégée État « Saucisson » mixte 1er classe/fourgon A6D ex-50 87 81-47 293 | Entreprise Industrielle Charentaises, 1936   | Hors service (en attente d'une restauration complète). | - Voiture précédemment garée dans la réserve de la Cité du train - Patrimoine SNCF de Mohon, confiée à l'association sous convention par la SNCF. Arrivée à Sotteville-lès-Rouen le 10 décembre 2023. - 23,3 m, 43 t. - Vitesse en service à la SNCF : 140 km/h. |       |
| Voiture allégée État « Saucisson » B10 ex-50 87 20-47 792-8                        | Entreprise Industrielle Charentaises, 1937   | Hors service (en attente d'une restauration complète). | - Voiture précédemment garée au chemin de fer de la vallée de l'Eure, puis acquise et transférée au PVC en novembre 2022. - 23,3 m, 43 t. - 80 places assises. - Vitesse en service à la SNCF : 140 km/h. - Classé MH (1990)                                     |       |
| Fourgon à bagages ÉTAT OCEM 29 Dqm no 49857                                        | Constructeur et date inconnus.               | Opérationnel                                           | - 13,65 m, 17,5 t. - Vitesse en service à la SNCF : 140 km/h. - Apte à circuler sur le réseau ferré national. |       |
| Voiture postale État PAmyfi no 196                                                 | Société Franco-Belge, 1929                   | Opérationnelle                                         | - Aaménagée en voiture-exposition. - 21,57 m - Vitesse en service à la SNCF : 140 km/h. - Immatriculation UIC : 50 87 00-37 196-8 PAz. - Apte à circuler sur le réseau ferré national. - Classé MH (2004)                                                        |       |
| Voiture OCEM de 1er classe myfi PL A8 50 87 18-37 271-9                            | Compagnie Générale de Construction, 1932     | Opérationnelle                                         | - Apte à circuler sur le réseau ferré national. - Classé MH (2004) |       |
| Voiture OCEM de 2e classe myfi PL B10 numéro inconnu                               | Constructeur et date inconnus.               | Opérationnelle                                         | - Apte à circuler sur le réseau ferré national. |       |
| Voiture OCEM de 2e classe myfi PL B10 50 87 20-44 062-9                            | Entreprises Industrielles Charentaises, 1932 | Opérationnelle                                         | - Apte à circuler sur le réseau ferré national. - Classé MH (2004) |       |
| Voiture OCEM de 2e classe myfi PL B10 50 87 20-44 131-2                            | Constructeur et date inconnus.               | Opérationnelle                                         | - Apte à circuler sur le réseau ferré national. - Classé MH (2004) |       |
| Voiture OCEM de 2e classe myfi PL B10 50 87 20-44 740-5                            | Constructeur et date inconnus.               | Opérationnelle                                         | - Apte à circuler sur le réseau ferré national. |       |
| Voiture OCEM de 2e classe myfi PL B10 50 87 20-44 741-3                            | Constructeur et date inconnus.               | Opérationnelle                                         | - Apte à circuler sur le réseau ferré national. |       |
| Voiture mixte PLM Sud-Est Métallisée B4Dmyi no 00793                               | Constructeur inconnu, 1935                   | Opérationnelle                                         | - Voiture composée de 4 compartiments et un demi-fourgon, aménagée en voiture Bar. - Apte à circuler sur le réseau ferré national. |       |